# Mangime

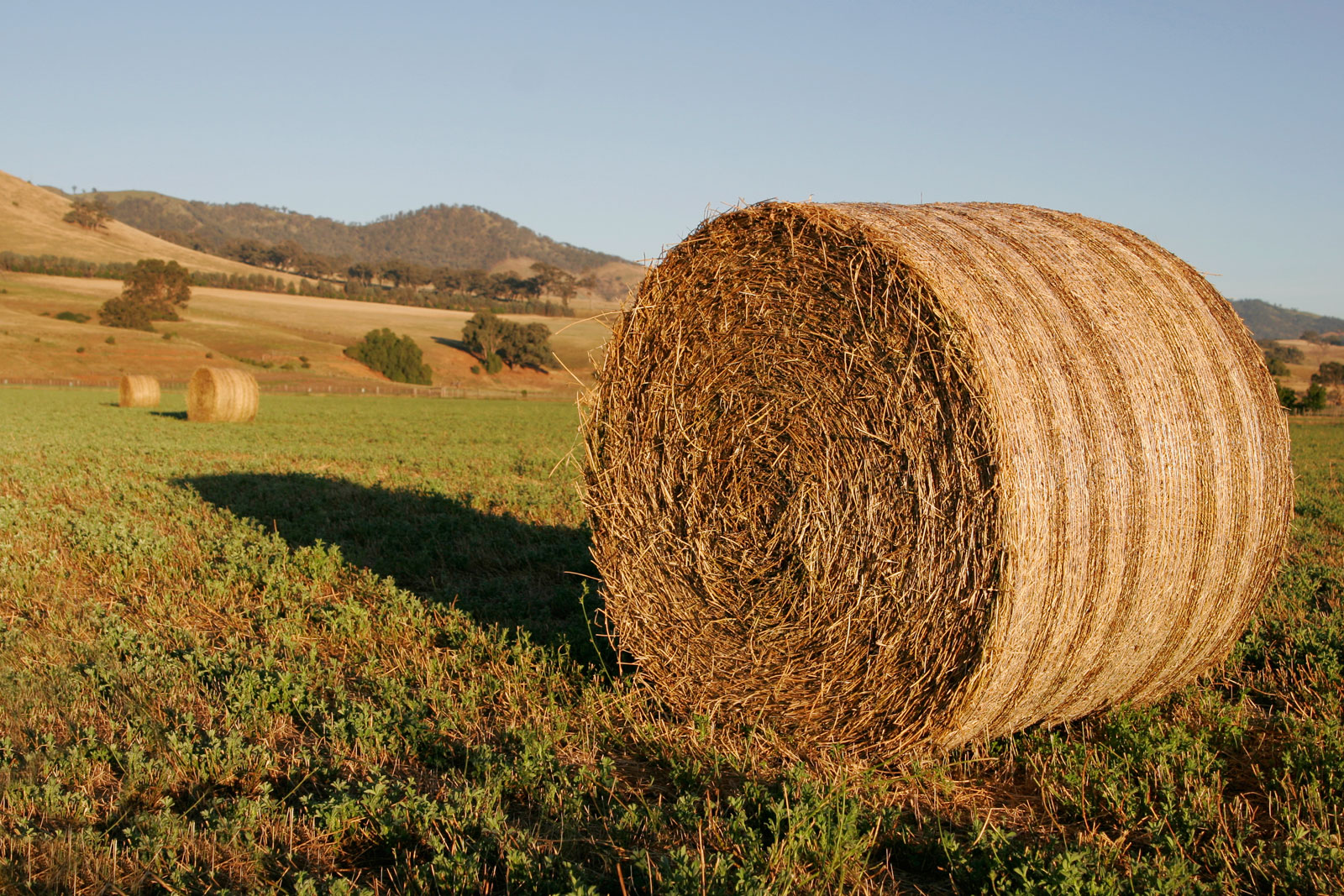
Balla di fieno

Il mangime o becchime è una sostanza utilizzata per l'alimentazione del bestiame e, più in generale, degli animali. Rispetto al foraggio inteso in senso lato, viene in genere considerato mangime un alimento per animali che in poco volume racchiude grande quantità di principî nutritivi.

## Utilizzo
Di solito, il mangime per il bestiame è ricco di proteine, carboidrati, grassi, sali minerali e vitamine. La razione giornaliera viene adeguata, oltre che al tipo di animale, all'età dello stesso e alle esigenze produttive delle singole specie e razze.

## Composizione
I mangimi possono essere composti da:
- foraggi verdi o secchi (fieno, insilati)
- radici, tuberi, semi o frutti vari (fave, lupini, orzo, castagne, carrube, ghiande)
- sottoprodotti dei cereali (pule, crusche, stocchi di mais)
- sottoprodotti dello zucchero (melassa, polpa di barbabietola)
- sottoprodotti di carni o di pesce

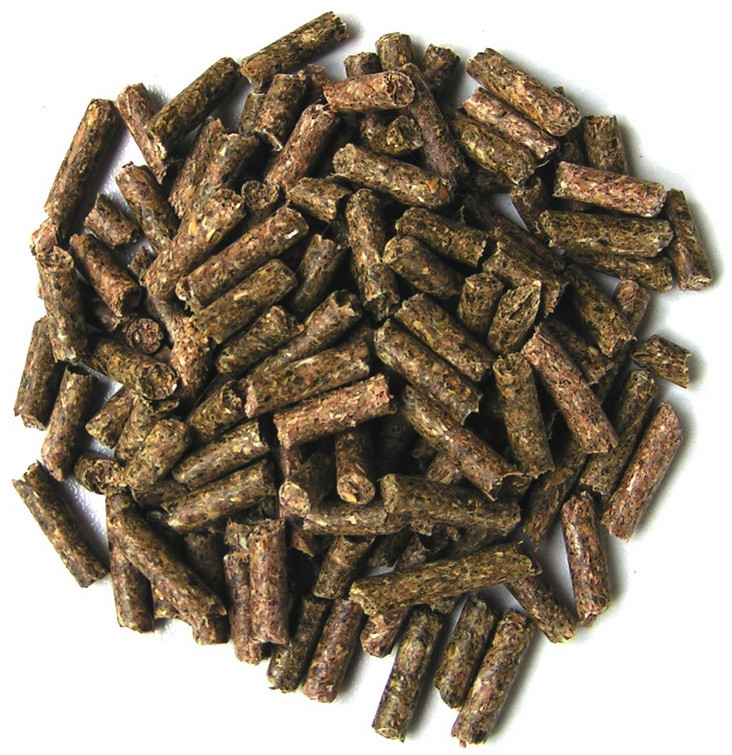
Mangime in pellet per conigli

Il mangime cosiddetto "concentrato" è costituito da miscele di cereali, legumi e altri mangimi semplici, che fornisce all'animale in allevamento un elevato livello nutritivo per energia, proteine e altri elementi nutritivi. 
Indicativamente un mangime concentrato contiene farine di cereali (30-80%), di legumi (10-20%), integratori minerali e vitaminici (30-40 grammi per kg) e diversi sottoprodotti delle industrie molitoria e degli zuccherifici. Mangimi particolari sono i cosiddetti "nuclei" ad alto contenuto proteico (soia 50-80%) e minerale-vitaminico (integratore 15-20%) usati dagli allevamenti in grado di produrre aziendalmente i cereali. Questi prodotti concentrati vengono di solito realizzati da industrie apposite denominate industrie mangimistiche. Particolarmente diffuso negli allevamenti bovini da carne è la tecnica dell'unifeed (piatto unico) che si avvale di carri miscelatori in cui i vari mangimi semplici (farine di cereali e legumi, foraggi, sottoprodotti e integratori) sono introdotti contemporaneamente, mescolati e somministrati direttamente nella mangiatoia, con i vantaggi di semplificare la somministrazione e l'impatto sugli animali.

## Tipologie
| Leguminose                                         |
| Erba medica (Medicago sativa)                      |
| Trifoglio violetto (Trifolium pratense )           |
| Trifoglio bianco (Trifolium repens)                |
| Lupinella (Onobrychis viciifolia)                  |
| Ginestrino (Lotus corniculatus)                    |
| Trifoglio alessandrino (Trifolium alexandrinum)    |
| Trifoglio persiano (Trifolium resupinatum)         |
| Trifoglio incarnato (Trifolium incarnatum)         |
| Graminacee                                         |
| Erba mazzolina (Dactylis glomerata)                |
| Festuca dei prati (Festuca pratensis Hudson)       |
| Festuca arundinacea (Festuca arundinacea Schreber) |
| Festuca rossa (Festuca rubra)                      |
| Loglio westerwoldico (Lolium multiflorum)          |
| Loglio italico (Lolium multiflorum)                |
| Loglio ibrido (Lolium × hybridum Hausskn)          |
| Loglio inglese (Lolium perenne)                    |
| Poa dei prati (Poa pratensis)                      |
| Coda di topo (Phleum pratense)                     |
| Coda di volpe (Alopecurus pratensis)               |
| Erba altissima (Arrhenatherum elatius)             |
| Avena bionda (Trisetum flavescens)                 |
| Agrostidi (Agrostis gigantea, Agrostis capillaris) |
| Coda di cane (Cynosurus cristatus)                 |
| Bromo di Sitka (Bromus sitchensis)                 |
| Colture intercalari [ 9 ] [ 10 ]                   |
| Avena (Avena sativa) da sfalcio                    |
| Segale (Secale cereale) da sfalcio                 |
| Crucifere (Brassicaceae) da sfalcio                |

## Galleria d'immagini

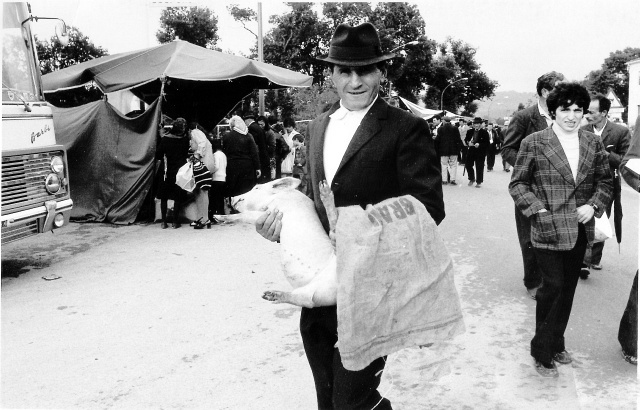
Materdomini di Caposele (AV), 1973, Festa di San Gerardo, fiera con mangimi
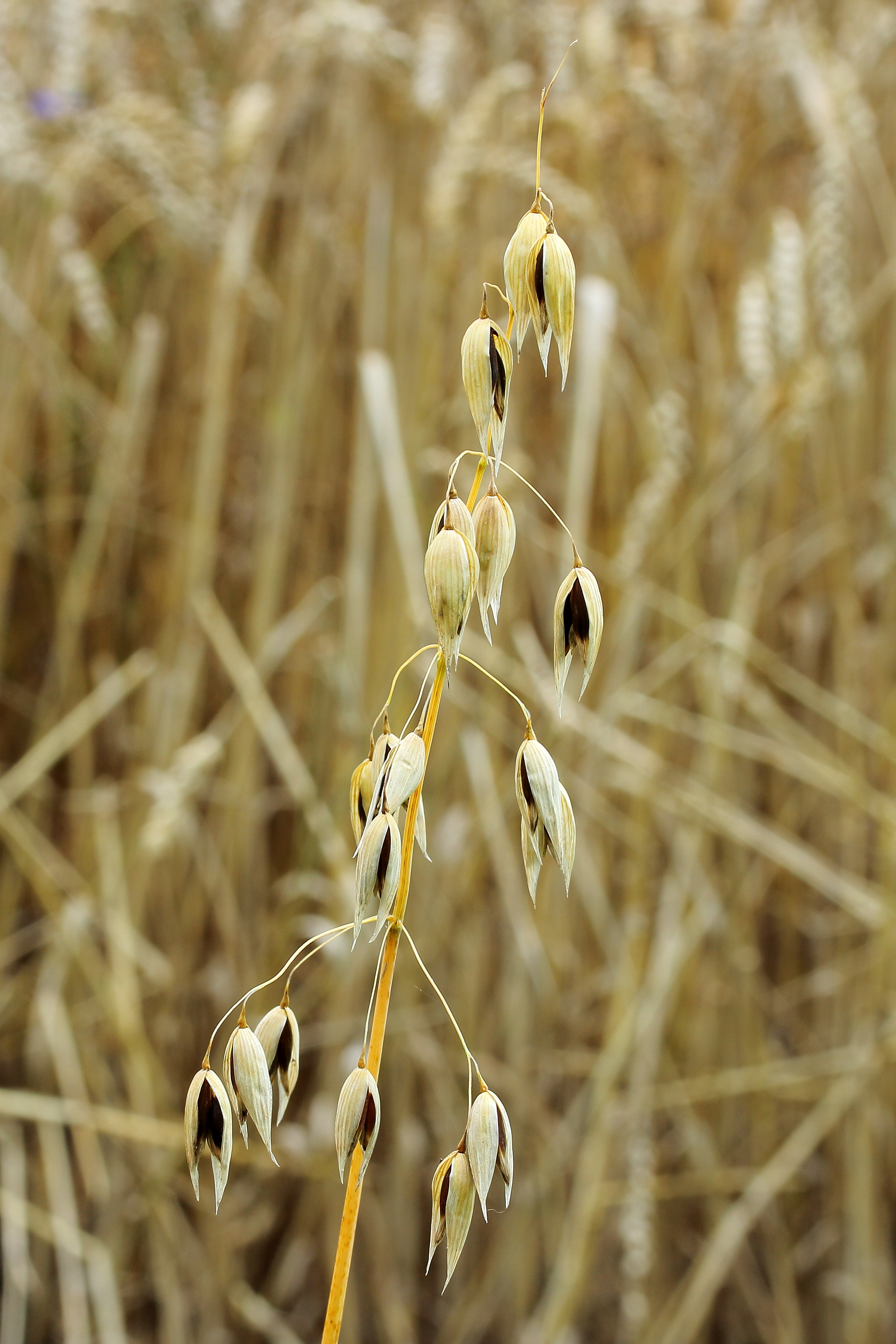
Avena sativa
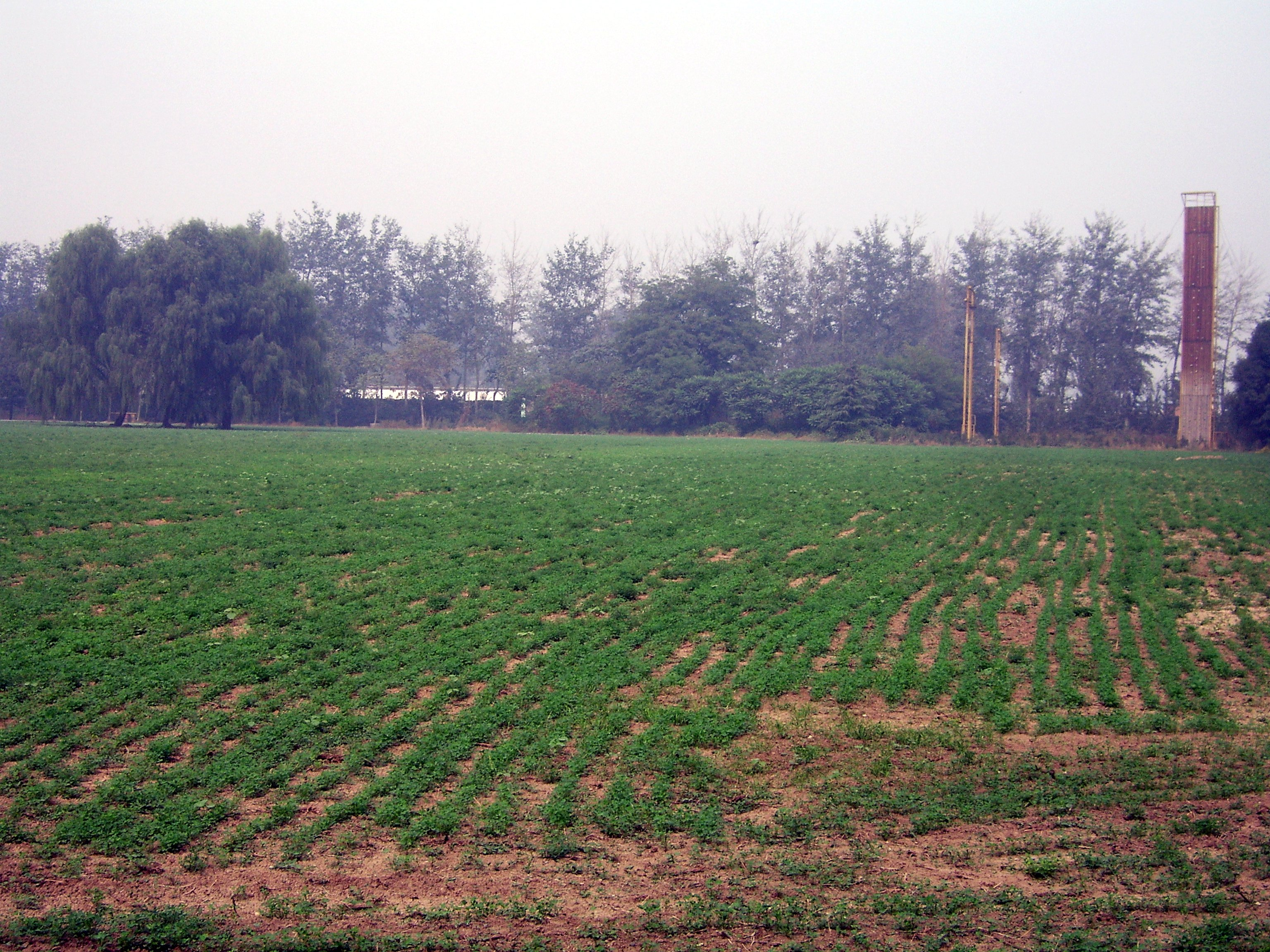
Medicago sativa
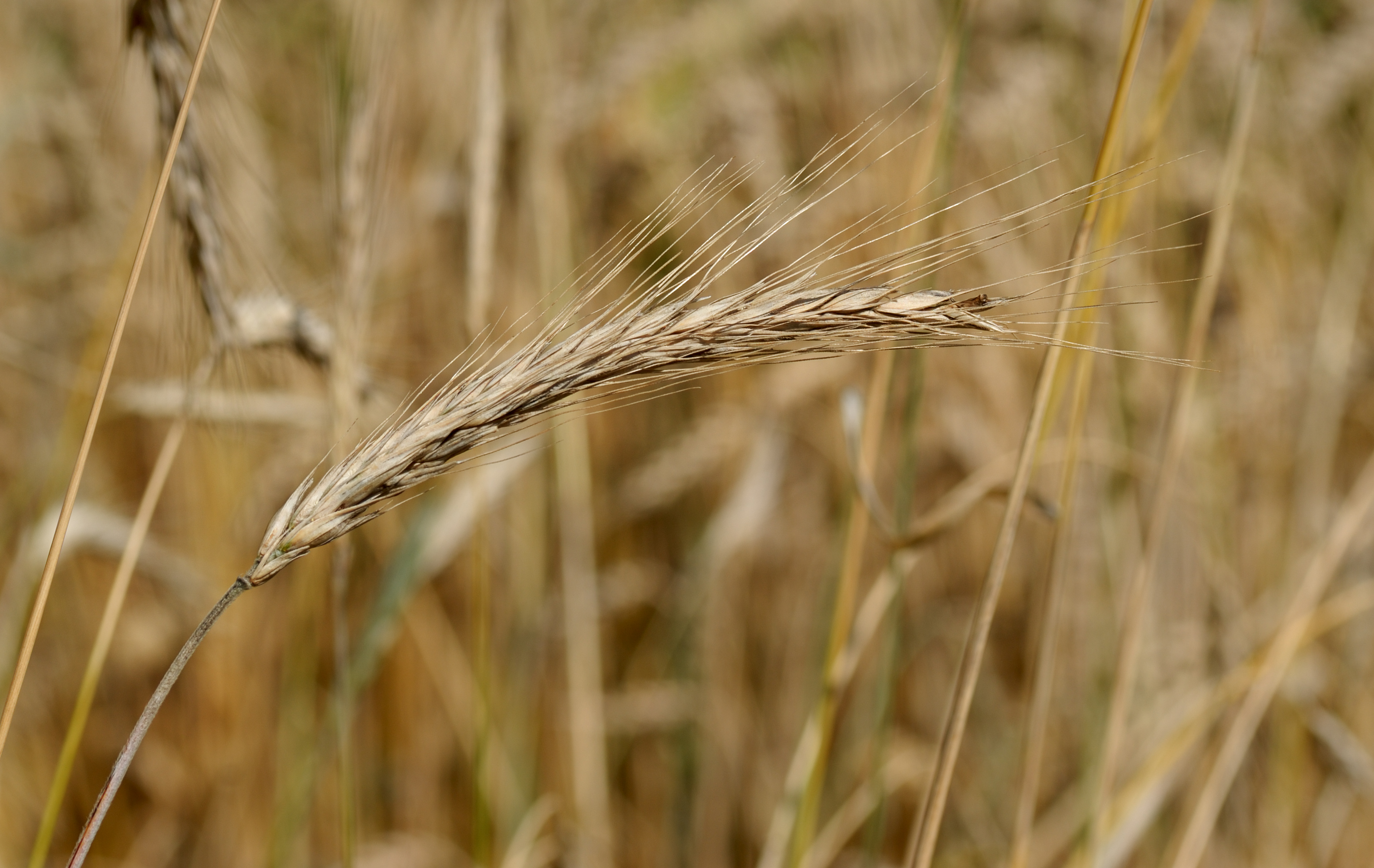
Segale
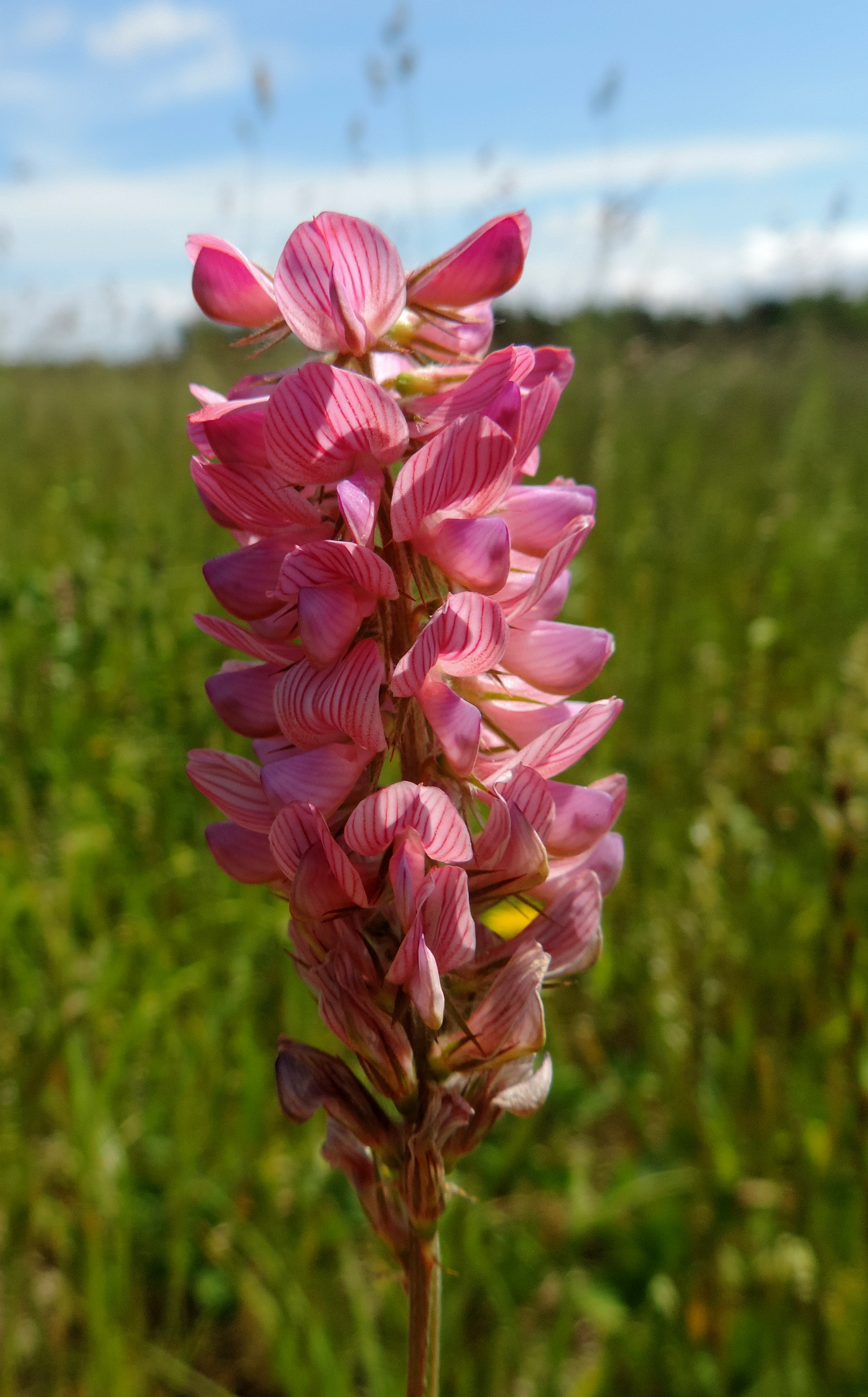
Onobrychis viciifolia
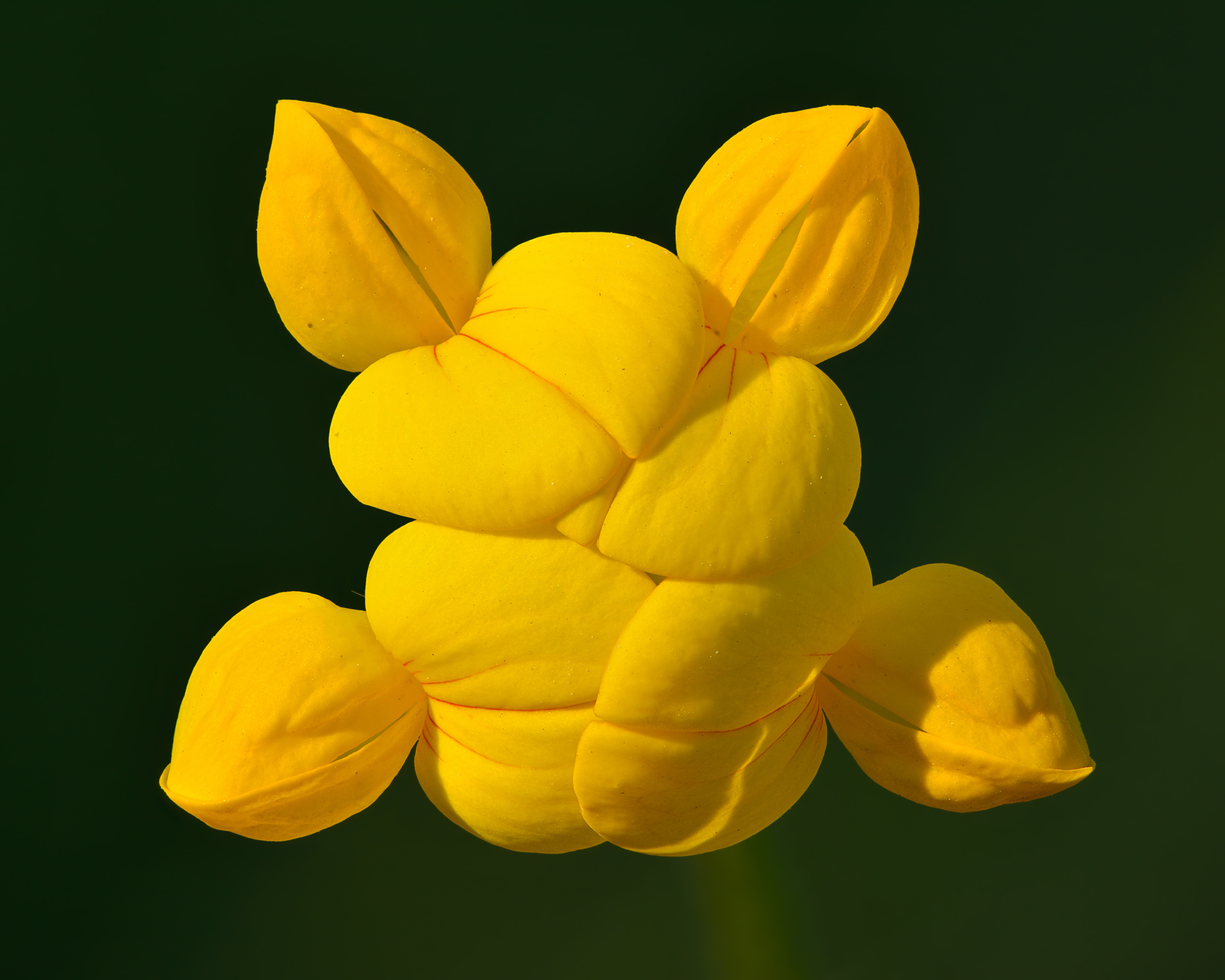
Lotus corniculatus